# Rubinbusktörnskata
Rubinbusktörnskata (Telophorus viridis) är en fågel i familjen busktörnskator inom ordningen tättingar.

## Utbredning och systematik
Fågeln delas in i fyra underarter i två grupper med följande utbredning:
- T. v. viridis – norra Angola till södra Demokratiska republiken Kongo och nordvästra Zambia
- quadricolor-gruppen
  - T. v. nigricauda – kustnära sydöstra Kenya och östra Tanzania
  - T. v. quartus – södra Malawi till Zimbabwe och Moçambique
  - T. v. quadricolor – östra Sydafrika (Limpopo till nordöstra Östra Kapprovinsen) och Swaziland

Underartsgruppen quadricolor urskildes tidigare som egen art under trivialnamnet "fyrfärgad busktörnskata".

## Status
Arten har ett stort utbredningsområde och beståndet anses vara stabilt. Internationella naturvårdsunionen IUCN listar den därför som livskraftig (LC).